# Ужасы Лох-Несса
«Ужасы Лох-Несса» (англ. Loch Ness Terror, также выходил под названием Beyond Loch Ness) — телевизионный фильм ужасов канадского режиссёра Пола Зиллера по сценарию самого Зиллера и Джейсона Бурка, снятый для телеканала Sci Fi Channel. В главных ролях снимались Брайан Краузе, Кэрри Гензел и Найалл Мэттер. Премьерный показ в США состоялся 5 января 2008 года.

## Сюжет
В 1976 году 12-летний Джеймс Мёрфи стал свидетелем гибели своего отца и его двух коллег во время поездки в Шотландию, который был атакован на озере Лох-Несс огромным подводным чудовищем. Спустя года Мёрфи становится ревностным криптозоологом, целью которого является поймать Лох-Несского монстра, который, согласно теории отца является плезиозавром. Поиски приводят Джеймса к озеру Верхнему, находящемуся в Северной Америке. Там его ждёт встреча с монстром, убившим его отца.

## В ролях
| Актёр          | Роль                                     |
| -------------- | ---------------------------------------- |
| Брайан Краузе  | криптозоолог Джеймс Мёрфи                |
| Кэрри Гензел   | шериф Карен Райли (мать Джоша)           |
| Найалл Мэттер  | владелец рыболовного магазина Джош Райли |
| Дон С. Дэвис   | помощник шерифа Нил Чапман               |
| Доннелли Роудс | дядя Джеймса Шон Мёрфи                   |
| Пол Макгиллион | доктор Майкл Мёрфи (отец Джеймса)        |
| Эмбер Борайски | бывшая девушка Джоша Зои                 |
| Себастьян Гаки | новый бойфренд Зои Броди                 |
| Серинда Суон   | подруга Зои Каролина                     |
| Дэвид Льюис    | учёный, коллега Майкла                   |

## Производство и выпуск
Продюсированием фильма занимался Кирк Шоу и компания Insight Film Studios. Съёмки проходили в окрестностях Ванкувера, спецэффекты были сделаны компанией Lux Visual Effects Inc. Сам режиссёр, Пол Зиллер, утверждал, что графика в его фильме была сделана на уровне «Парка Юрского периода»; зрителями отмечалось, что спецэффекты «Лох-Несса» по крайней мере лучше чем в известной низкобюджетной ленте «Комодо против кобры».